# Абу Хамза аль-Масри
Абу́ Ха́мза аль-Масри́ (араб. أبو حمزة المصري‎), имя при рождении — Мустафа́ Ка́мель Мустафа (араб. مصطفى كامل مصطفى‎, род. 15 апреля 1958, Александрия, Египет) — радикальный салафитский идеолог и террорист.

## Биография
Родился в семье военно-морского офицера. В 1979 году уехал в Великобританию. В 1987 году совершил хадж, во время которого познакомился с основателем движения афганских моджахедов Абдуллой Аззамом. Отправился на войну в Афганистан, где лишился глаза и обеих рук.
В 1993 году вернулся в Великобританию. Был имамом лондонской мечети в Финсбери-Парк с 1997 года.
14 сентября 1999 года направил в редакцию газеты «Аль-Хаят» заявление, в котором выступил в поддержку взрывов жилых домов в Буйнакске и Москве. Он заявил, что эти взрывы являются «исламской местью русским за обстрелы гражданского населения в Чечне и Дагестане. Русские проводят подобную преступную политику уже многие годы, а весь мир закрывает глаза на то, как они унижают мусульман». По словам аль-Масри, «женщин и детей специально никто не убивает на войне», однако операции в России, в которых погибли женщины и дети, «являются единственной возможностью заставить неверных отказаться от их политики».
В 2004 году США направили запрос в Великобританию об экстрадиции аль-Масри. В США его считают «террористическим лидером мирового масштаба». В том же году аль-Масри был арестован на основании британского закона о борьбе с терроризмом. Ему было предъявлено обвинение в разжигании ненависти и подстрекательстве к убийству.
7 февраля 2006 года аль-Масри был признан виновным в пропаганде терроризма и насилия, подстрекательстве к убийству иноверцев, разжигании расовой ненависти и хранении литературы экстремистского содержания, но вместо ожидаемого пожизненного заключения приговорён всего к семи годам лишения свободы. Некоторые обозреватели связывали столь мягкое наказание с происходившим в то время «карикатурным скандалом» и полагали, что судебная власть решила не провоцировать мусульманскую общину Великобритании.
В 2012 году Европейский суд по правам человека в Страсбурге разрешил экстрадицию в США аль-Масри и ещё четырёх обвиняемых в терроризме.
Аль-Масри был экстрадирован в США 5 октября 2012 года.

## Работа Аль-Масри на британскую контрразведку MI5
В ходе судебного процесса 7 мая 2014 года выяснилось, что Абу Хамза работал на британскую контрразведку.
В январе 2015 года стало известно, что Абу Хамза приговорён к пожизненному лишению свободы.